# 霍蘭茲維爾 (特拉華州)
霍蘭茲維爾（英語：Hollandsville）是位於美國特拉華州肯特縣的一個非建制地區。該地的面積和人口皆未知。

## 地理
霍蘭茲維爾的座標為38°59′07″N 75°39′58″W / 38.98528°N 75.66611°W，而該地的平均海拔高度為20米（即66英尺）。